# Ступницька сільська рада
| Ступницька сільська рада — орган місцевого самоврядування у Дрогобицькому районі Львівської області з адміністративним центром у с. Ступниця. Історична дата утворення: в 1940 році. Водоймища на території, підпорядкованій даній раді: річки Бистриця, Черхавка. 7.5.1946 в Дублянському районі перейменовано населені пункти Ступницької сільської Ради: село Ступниця Польська — на Ступниця Перша, село Ступниця Українська — на Ступниця Друга. Сільській раді підпорядковані населені пункти: - с. Ступниця - с. Котоване - с. Селець |

## Склад ради
Рада складається з 16 депутатів та голови.

### Керівний склад ради
| ПІБ                           | Основні відомості                                                                           | Дата обрання | Дата звільнення |
| ----------------------------- | ------------------------------------------------------------------------------------------- | ------------ | --------------- |
| Кравець Володимир Миколайович | Сільський голова, 1961 року народження, освіта, член Партії Християнсько-Демократичний Союз | 26.03.2006   | 31.10.2010      |
| Стегняк Петро Миколайович     | Сільський голова, 1953 року народження, освіта вища, член політичної партії 'Наша Україна'  | 31.10.2010   |                 |

Примітка: таблиця складена за даними джерела